# جان شميت
جان شميت (بالتشيكية: Jan Schmidt)‏ هو مخرج تشيكي، ولد في 3 يناير 1934 في براغ في التشيك.

## وصلات خارجية
- جان شميت على موقع IMDb (الإنجليزية)
- جان شميت على موقع ألو سيني (الفرنسية)
- جان شميت على موقع أول موفي (الإنجليزية)
- جان شميت على موقع قاعدة بيانات الأفلام السويدية (السويدية)
- جان شميت على موقع قاعدة بيانات الفيلم (الإنجليزية)
- جان شميت على موقع كينوبويسك (الروسية)